# Typhlops fletcheri
Ramphotyphlops braminus là một loài rắn trong họ Typhlopidae. Loài này được Wall mô tả khoa học đầu tiên năm 1919.

## Hình ảnh

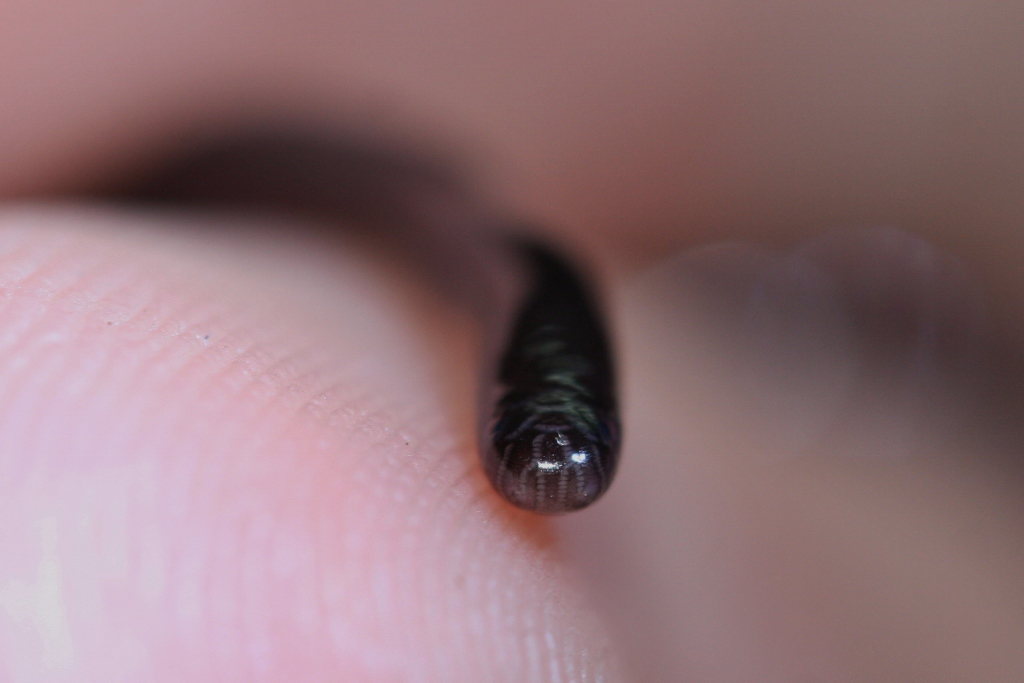
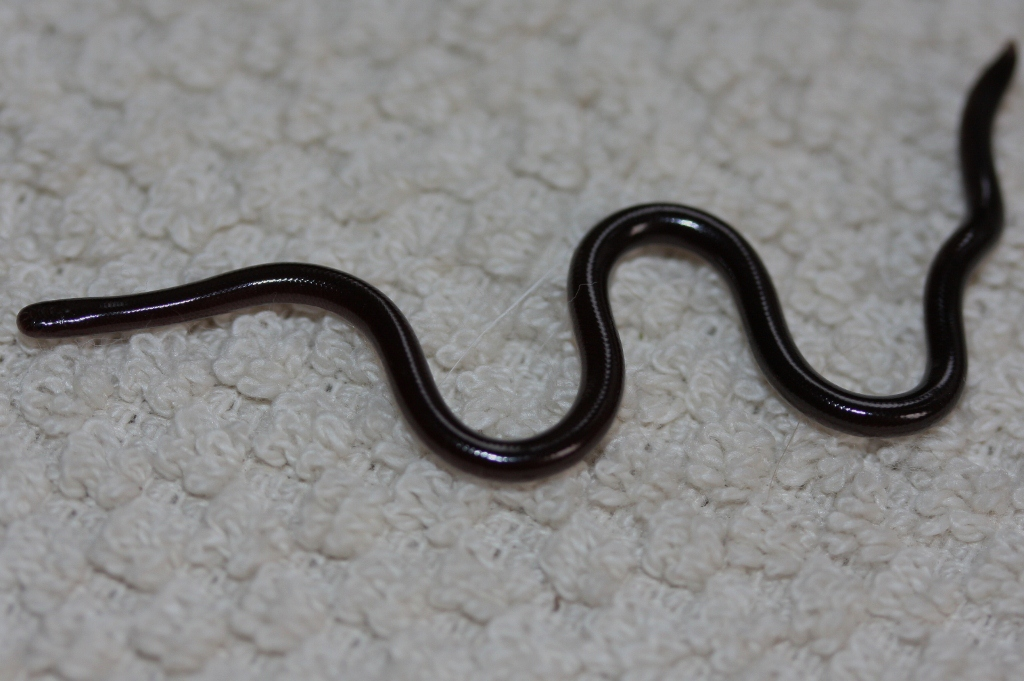
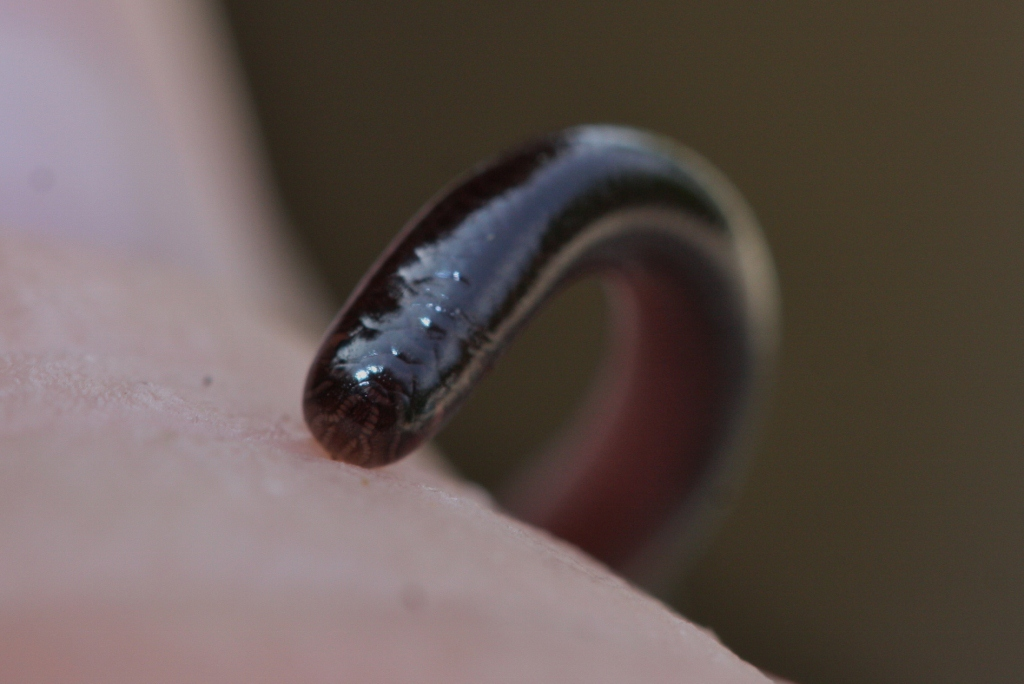
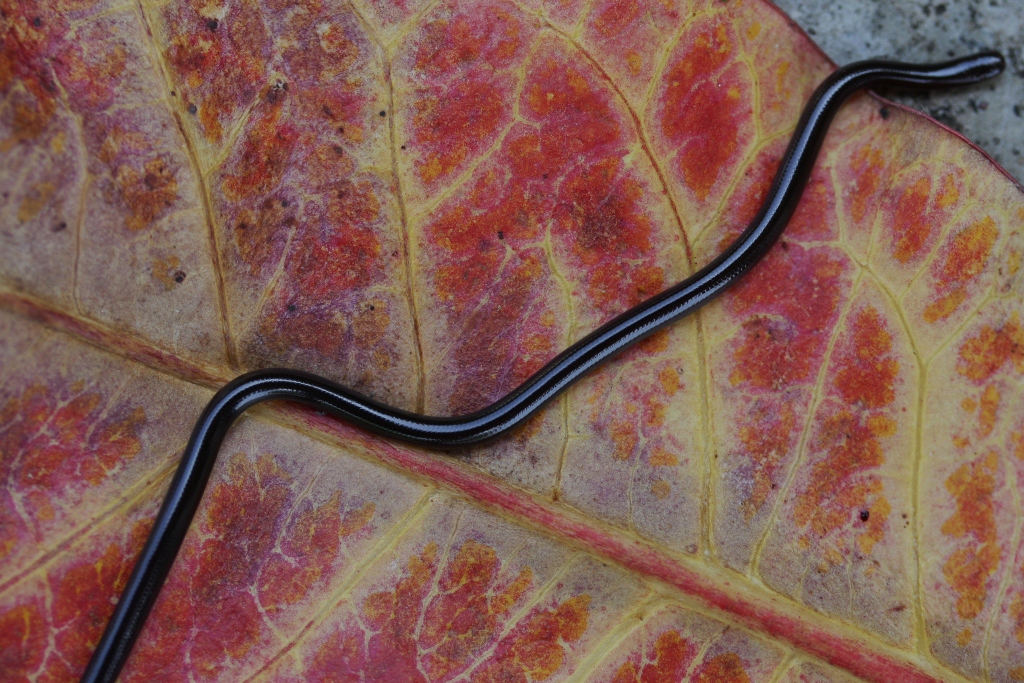